# Saint-Bazile
Saint-Bazile (tiếng Occitan: Sent Basaris) là một xã của tỉnh Haute-Vienne, thuộc vùng Nouvelle-Aquitaine, miền trung nước Pháp.